# Ghost (gruppo musicale giapponese 1984)
I Ghost sono un gruppo musicale giapponese di rock sperimentale, formatosi a Tokyo nel 1984.

## Storia
Si sono ispirati principalmente allo space rock, alla psichedelia ed al rock progressivo.
Nei loro dischi hanno saputo rielaborare in maniera originale soprattutto nel loro album del 1996 Lama Rabi Rabi la musica folk, la psichedelia ed il rock progressivo con elementi ambient aggiungendo sapori mediorientali .
Un altro disco spesso citato come importante per la storia della psichedelica degli anni 2000, fu Hypnotic Underworld, pubblicato nel 2004 dalla Drag City Records.
Il gruppo, con una formazione estremamente variabile nel tempo, si è formato attorno alla figura di Masaki Batoh, musicista appassionato di rock psichedelico sperimentale europeo. Il gruppo fu notato dall'etichetta statunitense Drag City che distribuì i primi 2 album, mentre la New Sound ha distribuito i lavori solisti di Batoh.
Tra il 1999 ed il 2000 il gruppo ha collaborato con il duo dream pop inglese Damon and Naomi.

## Discografia
- Ghost (1990)
- Second Time Around (1992)
- Temple Stone (1994)
- Lama Rabi Rabi (1996)
- Snuffbox Immanence (1999)
- Tune In, Turn On, Free Tibet (1999)
- Hypnotic Underworld (2004)
- Metamorphosis: Ghost Chronicles 1984–-2004 (2005)
- In Stormy Nights (2007)
- Overture: Live in Nippon Yusen Soko 2006 (2007)